# Liste der Monuments historiques in Villemer (Seine-et-Marne)
Die Liste der Monuments historiques in Villemer (Seine-et-Marne) führt die Monuments historiques in der französischen Gemeinde Villemer auf.

## Liste der Bauwerke
| Bezeichnung                       | Beschreibung | Standort | Kennzeichnung | Schutzstatus | Datum | Bild           |
| --------------------------------- | ------------ | -------- | ------------- | ------------ | ----- | -------------- |
| Kirche Notre-Dame-de-l’Assomption |              | (Lage)   | PA00087321    | Inscrit      | 1926  | weitere Bilder |

## Liste der Objekte
Zum Verständnis siehe: Kirchenausstattung
| Bezeichnung                                                                          | Beschreibung                                              | Standort                                                                      | Kennzeichnung | Schutzstatus | Datum | Bild |
| ------------------------------------------------------------------------------------ | --------------------------------------------------------- | ----------------------------------------------------------------------------- | ------------- | ------------ | ----- | ---- |
| Nördlicher Altar mit Retabel                                                         | Holz, 18./19. Jahrhundert                                 | in der Kirche Notre-Dame-de-l’Assomption (Lage)                               | PM77004263    | Inscrit      | 1982  |      |
| Hauptaltar                                                                           | Holz, 18. Jahrhundert                                     | in der Kirche Notre-Dame-de-l’Assomption (Lage)                               | PM77001830    | Classé       | 1982  |      |
| Wandmalerei Grablegung                                                               | 15. Jahrhundert                                           | in der Kirche Notre-Dame-de-l’Assomption (Lage)                               | PM77002464    | Inscrit      | 1977  |      |
| Skulptur Christus am Kreuz                                                           | Holz, bemalt, 17. Jahrhundert                             | in der Kirche Notre-Dame-de-l’Assomption (Lage)                               | PM77003905    | Inscrit      | 1980  |      |
| Glocke mit Inschrift: „IEAN CAPTAIN MA FAITE EN 1722“                                | Bronze, 1722 gegossen                                     | in der Kirche Notre-Dame-de-l’Assomption (Lage)                               | PM77001827    | Classé       | 1942  |      |
| Taufbecken und Holzschranke                                                          | Stein, polychrom gefasst, 17. Jahrhundert                 | in der Kirche Notre-Dame-de-l’Assomption (Lage)                               | PM77001829    | Classé       | 1981  |      |
| Weihwasserbecken                                                                     | Stein, 15./17. Jahrhundert                                | in der Kirche Notre-Dame-de-l’Assomption (Lage)                               | PM77004261    | Inscrit      | 1982  |      |
| Retabel des Hauptaltars                                                              | Holz, polchrom gefasst, erste Hälfte des 18. Jahrhunderts | in der Kirche Notre-Dame-de-l’Assomption (Lage)                               | PM77001828    | Classé       | 1967  |      |
| Skulptur des heiligen Eloi                                                           | Holz bemalt, 16. Jahrhundert                              | in der Kirche Notre-Dame-de-l’Assomption (Lage)                               | PM77003906    | Inscrit      | 1980  |      |
| Wandmalerei: Jugement dernier avec saint Michel et Scènes de la vie de saint Jacques | 15. Jahrhundert                                           | in der Kirche Notre-Dame-de-l’Assomption (Lage)                               | PM77002463    | Inscrit      | 1977  |      |
| Wandmalerei: Majestas domini                                                         | 15. Jahrhundert                                           | in der Kirche Notre-Dame-de-l’Assomption (Lage)                               | PM77004262    | Inscrit      | 1982  |      |
| Truhe                                                                                | Holz, 18. Jahrhundert                                     | in der Kirche Notre-Dame-de-l’Assomption (links hinter dem Hauptaltar) (Lage) | PM77004264    | Inscrit      | 1982  |      |